# Galina Makarova
Pour les articles homonymes, voir Makarova.
Galina Klimentïevna Makarova (en russe : Галина Климентьевна Мака́рова), née le 27 décembre 1919 à Starobin et morte le 28 septembre 1993 dans la voblast de Minsk, est une actrice soviétique de théâtre et cinéma.

## Filmographie partielle
- 1976 : Les Veuves (Вдовы, Vdovy) de Sergueï Mikaelian : Alexandra Gromova
- 1985 : Confrontation (Противостояние) de Semion Aranovitch : Klaudia Efremova
- 1984 : Soldat inconnu (Неизвестный солдат) de Grigori Aronov :  Klaudia Ivantsova

## Distinctions
- ordre de Lénine (1980)
- Artiste du peuple de l'URSS (1980)